# Acontiophorus monanchorae
Acontiophorus monanchorae is een eenoogkreeftjessoort uit de familie van de Asterocheridae. De wetenschappelijke naam van de soort is voor het eerst geldig gepubliceerd in 2002 door Johnsson.